# Bassariscus sumichrasti
El cacomixtle (o cacomiztle) tropical o cacomixtle meridional (Bassariscus sumichrasti) es una especie de mamífero carnívoro de la familia de los prociónidos. Es de color pardo claro, de tamaño medio a pequeño, con cola muy larga, ésta con una coloración característica de anillos oscuros. Se distribuye desde el centro de Veracruz hasta Costa Rica, en Centroamérica. Su nombre procede del náhuatl claco, tlaco, ‘medio’ y miztli, ‘felino’. En México también se lo conoce como chicón, mico rayado, goyo, güilo y siete rayas. Habita en todos los tipos de selvas tropicales, desde el sur de México hasta Panamá; también se le encuentra en el bosque mesófilo de montaña y en los bosques mixtos húmedos de pino-encino. Una especie emparentada (Bassariscus astutus) habita en México y Estados Unidos. El cacomixtle tropical es arborícola, nocturno y de naturaleza solitaria. Su dieta se compone principalmente de frutos, aunque ocasionalmente consume invertebrados y pequeños vertebrados. En México, se considera en la categoría de Sujeto a Protección Especial.